# V. Y. Mudimbe
Valentin Y. Mudimbe (n. 8 decembrie 1941, Jadotville, RDC – d. 22 aprilie 2025, Carolina de Nord, SUA) a fost un filosof polimatic, profesor și scriitor. A scris romane, poeme și articole non-ficționale despre cultura africană. S-a născut în Zair (acum Republica Democrată Congo). După schimburi între Colegiul Haverford și Universitatea Stanford, a predat la Universitatea Duke din orașul Durham, statul Carolina de Nord, Statele Unite ale Americii.